# 선데이 올리세
선데이 오고르추쿠 올리세(Sunday Ogorchukwu Oliseh)는 나이지리아의 전 축구 선수이다.